# Kristian Martinsen
Kristian Martinsen (* 13. März 1979) ist ein früherer norwegischer Biathlet.
Kristian Martinsen hatte in seiner Karriere nur wenige internationale Einsätze. In Ål bestritt er 2002 zwei Rennen im Biathlon-Europacup. Im Einzel wurde er 27., im Sprint 24. Somit gewann er in beiden Rennen Europacup-Punkte.
Weitaus erfolgreicher war Martinsen national. Mit der Staffel der Provinzen Oslo og Akershus gewann er bei den norwegischen Meisterschaften 2001 in Ål mit Stian Eckhoff, Tobias Torgersen und Halvard Hanevold den Vizemeistertitel. 2002 in Nordfjordeid und 2003 in Tromsø konnte dieser Erfolg in derselben Besetzung wiederholt werden. 2004 in Steinkjer und 2005 gewann er den Titel, ebenso 2006, als Henrik L’Abée-Lund Torgersen ersetzte.